# Nenita Cortes-Daluz
Nenita "Inday Nita" Cortes-Daluz (Compostela, 25 november 1938 - Cebu City, 29 augustus 2007) was een Filipijnse radiomaker.
Cortes-Daluz begon haar carrière op achtjarige leeftijd als toneel- en acteertalent en werd in de jaren 60 bekend als Inday Nita door haar optreden in enkele populaire dramaseries op de radio. Later zou ze zich doorontwikkeling en werkte ze als schrijfster, regisseur en supervisor van dramaseries en later in de jaren 80 werd ze ook zendermanager van het station dyRE.
Tijdens het bewind van Ferdinand Marcos werd ze samen met enkele andere critici opgepakt tijdens de staat van beleg, omdat ze verslag had gedaan van een demonstratie tegen Marcos. Ook werd haar radiozender gesloten. Na ongeveer een maand kwam ze weer vrij, maar ook nadien nam ze deel aan demonstraties zoals die na de moord op Ninoy Aquino in 1984. In 1984 deed ze haar intrede in de politiek toen ze werd gekozen als afgevaardigde in het Batasang Pambansa (Filipijns parlement). Na de EDSA-revolutie die Marcos ten val bracht werd ze benoemd tot onderminister van Binnenlandse Zaken en Lokaal Bestuur. In 1987 deed ze mee aan de verkiezingen voor het Filipijns Huis van Afgevaardigden, maar deze strijd verloor ze van Ramon Durano III. Het jaar erop deed ze nog mee aan de verkiezingen voor gouverneur van Cebu, maar ook deze verkiezingen verloor ze, ditmaal van Lito Osmeña.
Hierna stapte ze uit de politiek en in de jaren erna werkte ze bij diverse radiozenders, waaronder dyRF en dyLA.
In 2005 moest het linkerbeen van Cortes-Daluz worden geamputeerd door de gevolgen van diabetes, maar ook vanuit een rolstoel bleef ze tot een maand voor haar dood werken als radiopresentator. Cortes-Daluz overleed op 68-jarige leeftijd aan de gevolgen van een hartstilstand, nadat ze ongeveer een maand daarvoor was opgenomen in het ziekenhuis door ademhalingsmoeilijkheden en nieruitval vanwege haar diabetes.

## Bron
- Radio Personality Inday Nita passes away, Cebu Daily News, 30 augustus 2009, geraadpleegd op 19 juni 2009.

## Referentie
1. ↑  Wagas, Gilbert, Speak out: Inday Nita’s death, Sun Star Cebu, 30 augustus 2007